# الکساندر گالیچ (نویسنده)
الکساندر گالیچ (روسی: Алекса́ндр Арка́дьевич Га́лич; ۱۹ اکتبر ۱۹۱۸ – ۱۵ دسامبر ۱۹۷۷) شاعر، نویسنده، نمایشنامه‌نویس، آهنگساز، ترانه‌سرا، فیلم‌نامه‌نویس، خواننده، خوانندهٔ مؤلف، و گیتارنواز اهل اتحاد جماهیر شوروی سوسیالیستی بود.